# Kasteel Boršengrýn
Het kasteel Boršengrýn (Duits: Borschengrün) was in de late middeleeuwen een kasteel in het gebied dat nu tot de Tsjechische gemeente Dolní Žandov behoort.
In 1374 kreeg Boreš V z Rýzmburka toestemming van keizer Karel IV om op de plaats van een oude vesting een kasteel te bouwen. De bouw van het kasteel zou zes jaar duren. In 1452 lieten de heren van Cheb het kasteel verbranden als vergelding van de geleden schade. Het kasteel werd niet meer opnieuw opgebouwd. Tegenwoordig zijn op de plaats van het kasteel enkel nog aanwijzingen van oude graven te vinden.